# Aposericoderus revelierei
Aposericoderus revelierei is een keversoort uit de familie molmkogeltjes (Corylophidae). De wetenschappelijke naam van de soort werd in 1878 gepubliceerd door Edmund Reitter.